# Моленная беспоповцев (Водзилки)
Моленная беспоповцев  — моленная старообрядцев-беспоповцев, находящаяся в Польше в населённом пункте Водзилки гмины Еленево Сувалкского повята Подляского воеводства. Входит в состав Восточной старообрядческой церкви. Храм внесён в реестр охраняемых памятников Подляского воеводства. 

## История
Храм построен в 1921 году. Ориентированный на восток деревянный храм на каменном фундаменте изготовлен способом срубной конструкции. В 1928 году к храму пристроили трёхэтажную башню с шатром, увенчанным луковичным куполом. В 1997 году храм полностью отремонтировали. 
2 сентября 1983 года храм внесли в реестр охраняемых памятников Подляского воеводства (№ 414).